# Aegopinella ressmanni
Aegopinella ressmanni is een slakkensoort uit de familie van de Oxychilidae. De wetenschappelijke naam van de soort werd voor het eerst geldig gepubliceerd in 1883 door Carl Agardh Westerlund.

## Kenmerken
Het dextrale slakkenhuisje is laag-conisch met een enigszins afgeronde top. Het bereikt een breedte van 10-15 mm en een hoogte van 6-8 mm. In het volwassen stadium zijn er 4 tot 4½ windingen. Het laatste kwart van de topwinding is zowel naar buiten als naar beneden sterk uitgebreid. De mond is daarom relatief groot en enigszins transversaal elliptisch. Het staat erg schuin ten opzichte van de windingas. De mondrand is recht en taps toelopend. De navel is relatief smal. Door de hoge apex en de mond, die zich naar beneden toe verwijdt, lijkt de behuizing enigszins bolvormig.
Het huisje vertoont duidelijke, enigszins onregelmatige groeilijnen, die door eveneens duidelijke spiraallijnen worden gekruist en een rasterpatroon vormen. Door de groei en spiraalvormige strepen lijkt het oppervlak mat en zijdeachtig glanzend.

### Vergelijkbare soorten
De behuizing van Aegopinella ressmanni is groter dan bij de andere Europese soorten van het geslacht Aegopinella, de draad is ook wat hoger en boller, de gewoonte lijkt meer bolvormig dan bij de andere Aegopinella-soorten. Het oppervlak lijkt veel doffer dan andere soorten vanwege groeilijnen en spiraallijnen. De kleine blinkslak (Aegopinella pura) heeft ook dit roosterpatroon van groeistrepen en spiraallijnen, maar is veel kleiner. Het genitale apparaat met de zeer lange epiphallus, die aan het begin verdikt is, de korte penis en het inbrengen van de penisretractorspier aan het verdikte begin van de epiphallus doet denken aan Aegopinella minor, die echter is ook aanzienlijk kleiner en heeft geen roosterpatroon op het oppervlak van het huisje.

## Geografische spreiding en leefgebied
Het verspreidingsgebied van deze soort strekt zich uit van de Oostenrijkse oostelijke Alpen tot Noord-Italië (provincie Udine), het zuidwesten van Hongarije, Slovenië en Kroatië. In Duitsland komen ze slechts zeer weinig voor in Neder-Beieren (Simbach am Inn) en Zuidoost-Beieren (bij Burgkirchen an der Alz).
De soort leeft in vochtige bossen onder het bladafval, voornamelijk bergachtig, in Oostenrijk van ongeveer 250 tot 1.700 meter boven de zeespiegel.